# Zacuscă
Zacuscă es un pisto de verduras muy popular en Rumania así como en otras cocinas de los Balcanes.

## Características y elaboración
Los principales ingredientes son berenjenas, pimiento rojo asado (perteneciente a una variedad local de cultivo denominada "gogoşari") y cebolla picada y salsa de tomate. Algunos cocineros añaden calabacín en lugar de berenjenas y champiñones. Los ingredientes dependen de los gustos y tradiciones, la inclusión de diferentes especies también. Cada cocinero tiene su propia receta. Tradicionalmente las familias tras la recolección obtenían una gran cantidad de verduras y las metían en tarros esterilizados para ser consumidos poco a poco durante el invierno.